# 环戊硅烷
环戊硅烷（英语：cyclopentasilane）是含有五个硅原子的环状硅烷，分子式为Si5H10。环戊硅烷是一种液态的低聚硅烷，有作为液体硅墨水在集成电路或太阳能电池上打印硅结构的应用前景。

## 制备
环戊硅烷可以由二苯基二氯硅烷与锂反应制备，得到十苯基环戊硅烷，在苯中由氯化氢催化与氯化铝反应生成十氯环戊硅烷，用四氢铝锂还原为环戊硅烷。

## 物理性质
环戊硅烷会自燃，与聚硅烷类似，易发生σ离域。环戊硅烷通常是液体，在173K时会冻结为晶体，固体中Si-Si键长在2.3354-2.3377Å之间，短于取代环戊硅烷和链式硅烷。气态的环戊硅烷键长增加到了2.342Å。

## 化学性质
环戊硅烷加热到84°C以上时即开始分解，加热到178°C时会产生乙硅烷。

## 结构
与环戊烷类似，五元环可以采取不同的构象：平面型，点群属D5h；信封型，点群属Cs。平面型的能量高于其他构象。